# Ponte de Rubiães
Die römische Brücke Ponte de Rubiães führt über den Rio Coura. Rubiães liegt an der N 201 von Valença nach Ponte de Lima in der Nordregion, an der Nordgrenze Portugals. 
Die Brücke besitzt einen größeren Mittelbogen und zwei kleine seitliche. Vor den Pfeilern sind Strombrecher errichtet. Die Fahrbahn steigt zur Mitte hin an. Die alte Pflasterung ist teilweise, die Brüstung ist gut erhalten. Obwohl mehrfach erneuert, gilt die Brücke immer noch als römisch.